# Die Gaza-Monologe
Die Gaza-Monologe ist der deutsche Titel eines Theaterstücks und eines in Deutschland daraus entstandenen Hörspiels nach Texten von Jugendlichen aus dem Gazastreifen; sie entstanden 2010 nach dem Gazakrieg im Dezember 2008 und Januar 2009. Der französische Originaltitel lautet Les Mono-Logues de Gaza, der englische The Gaza-Monologues.

## Das Theaterstück
Die Idee für das Theaterstück stammt von Ashtar, einer Nichtregierungsorganisation, die in Ramallah, Ostjerusalem und Gaza Schauspielausbildungen durchführt und das palästinensische Theater weiter entwickelt. Da die dortigen Jugendlichen den Gazastreifen nicht verlassen dürfen, wurde auf Initiative von Ashtar am 17. Oktober 2010 das Stück weltweit gleichzeitig in über 40 Theatern auf allen Kontinenten uraufgeführt, darunter mit Unterstützung des Deutschen Akademischen Austauschdienstes (DAD) und der Deutschen Gesellschaft für Technische Zusammenarbeit (GTZ) in der Berliner Schaubühne am Lehniner Platz. Hier übernahmen 18 Jugendliche aus verschiedenen Berliner Jugendtheaterclubs die Rollen: sie hatten lediglich knapp zwei Wochen Zeit zum Proben; die hiesige Inszenierung stammte von der Theaterregisseurin Lydia Ziemke und der Theaterpädagogin Uta Plate.
Am 29. November 2010 wurde das Stück von Vertretern der verschiedenen Gruppen beim Treffen des UN-Komitees zum International Day of Solidarity with the Palestinian People in New York erneut aufgeführt.

## Hörspiel
Die deutsche Produktion erfolgte durch das Deutschlandradio Kultur, die Ursendung am 16. Januar 2012, Bearbeitung und Regie durch Katrin Moll, die Redaktion lag bei Barbara Gerland.
Im Januar 2012 wurde es von der Deutschen Akademie der Darstellenden Künste zum Hörspiel des Monats bestimmt.

### Sprecher
Asma Zaher, Anna Popova, Sinan Akdeniz, Kelly Schlüter, Marie Popall, Nastassja Hahn, Mekan Günel, Anatol Aljinovic, Nils Berliner, Abed El Rahman, Janus Torp und andere.